# Bořitov
Bořitov är en ort i Tjeckien.   Den ligger i regionen Södra Mähren, i den östra delen av landet, 170 km öster om huvudstaden Prag. Bořitov ligger 307 meter över havet och antalet invånare är 1 234.
Terrängen runt Bořitov är kuperad österut, men västerut är den platt. Bořitov ligger nere i en dal.Runt Bořitov är det tätbefolkat, med 427 invånare per kvadratkilometer. Närmaste större samhälle är Blansko, 7,9 km sydost om Bořitov. I omgivningarna runt Bořitov växer i huvudsak blandskog.